# Sankt-Pauli-Museum

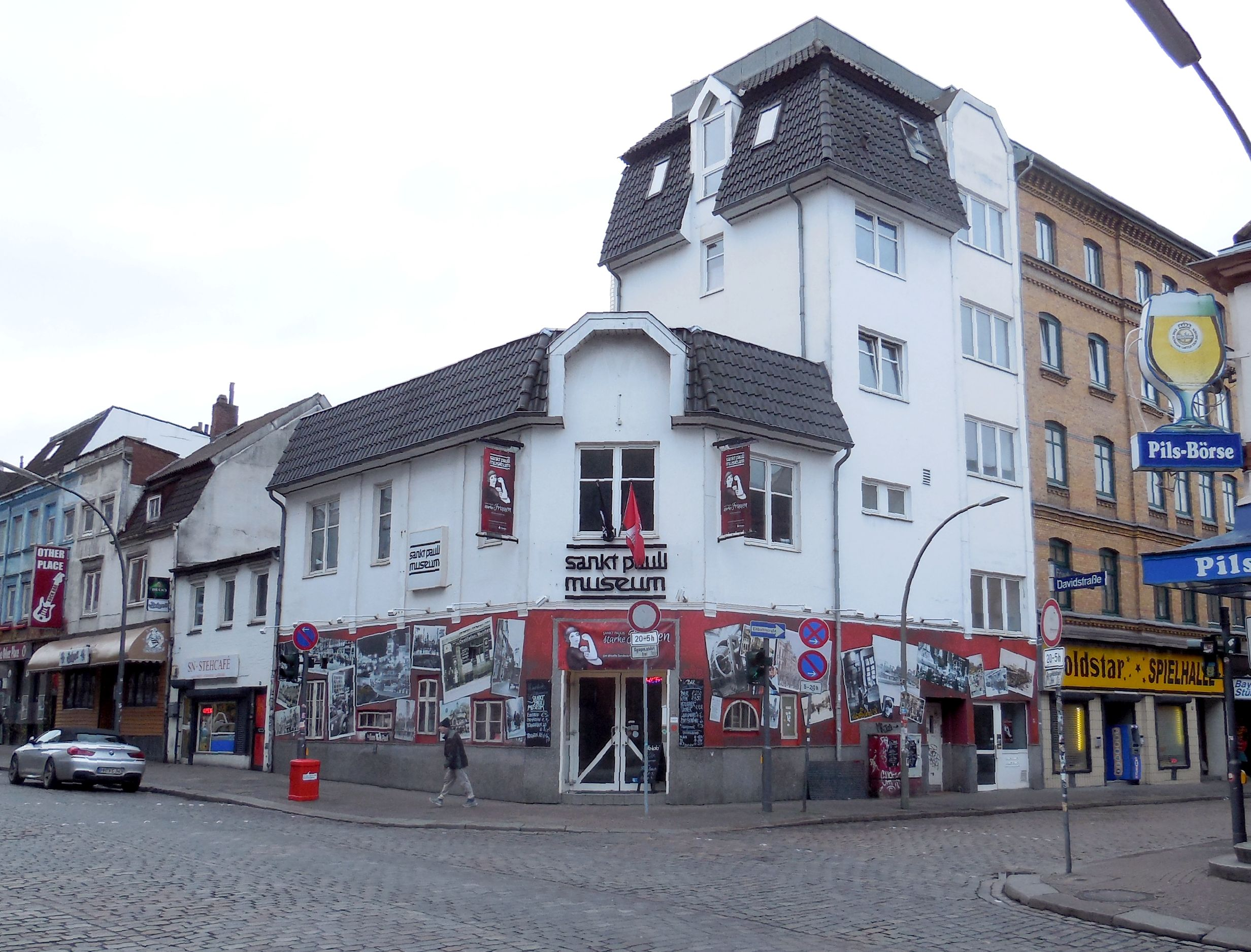
Ehemaliger Standort des Sankt Pauli Museums (bis 2020): Ecke Davidstraße / Friedrichstraße

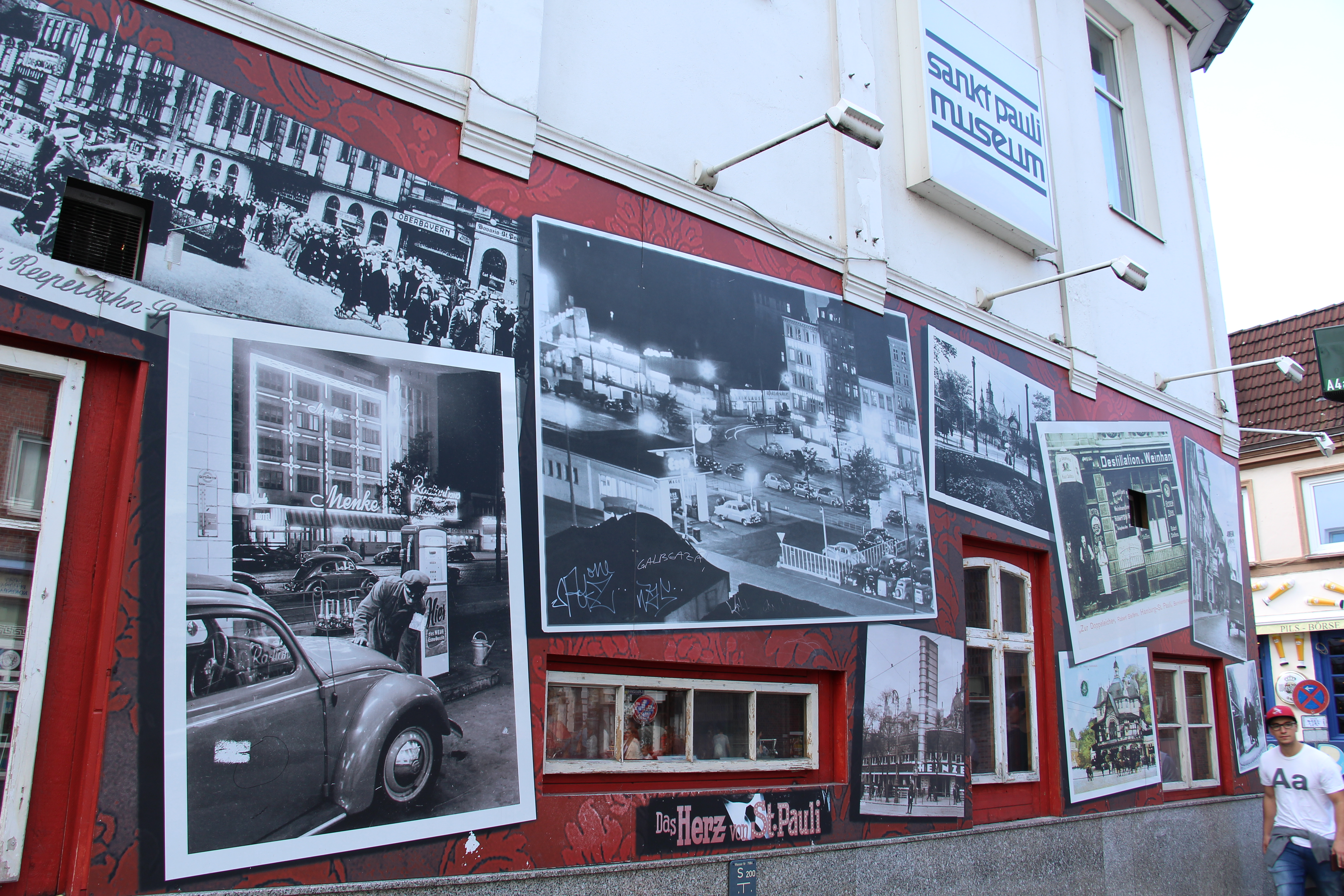
Fassadengestaltung zur Davidstraße

Das Sankt Pauli Museum (Eigenschreibweise) ist ein privates Museum mit ehemaligem Standort im Hamburger Stadtteil St. Pauli.
Seine Funktion ist die Sammlung, Erhaltung und Ergänzung von Exponaten zur Geschichte des Stadtteils. Der Gesamtfundus besteht aus mehreren Millionen Fotos, Erinnerungsstücken, Behördenunterlagen und anderen Dokumenten, die in einer ehemaligen Dauerausstellung sowie wechselnden Sonderausstellungen der Öffentlichkeit zugänglich gemacht wurden. Ziel des Trägervereins St. Pauli Museum e.V. war die Darstellung der „Geschichte von unten“ gegen das Vergessen des vielfältigen Lebens in diesem Stadtteil. 

## Geschichte
Das Museum wurde 1988 von dem Hamburger Buchautor und Journalisten Günter Zint gegründet. Der 1988 gegründete Trägerverein „Kultur für Sankt Pauli e.V.“ eröffnete 1991 zum 100. Geburtstag von Hans Albers die ersten Ausstellungsräume im Haus des Schmidt’s Tivoli am Spielbudenplatz. 1993 zog das Museum auf den Spielbudenplatz gegenüber vom Panoptikum Hamburg, mit dem das Sankt-Pauli-Museum eng verbunden ist.
Wegen der Neugestaltung des Spielbudenplatzes musste das Museum 1996 umziehen. Nach drei provisorischen Adressen fand das Museum 2010 endlich neue Räume unweit der Davidwache in der Davidstraße 17 im ehemaligen McDonald’s-Gebäude. Der erforderliche Umbau wurde vom Round Table auf St. Pauli (vertreten durch Andreas Zimmermann), Vereinsmitgliedern, Hayo Faerber (Panoptikum), Hartmut Roderfeld (Bürgerverein St. Pauli), Anwohnern, Sponsoren und einem Zuschuss der Stadt Hamburg unterstützt.
Seit 2005 wurde das Museum vom Trägerverein St. Pauli Museum e.V. betrieben. Das Museum hat drei Ehrenpräsidenten: Ernst Bader, Willi Bartels und Günter Zint.
Ende 2019 wurde bekannt, dass das Museum die Räumlichkeiten in der Davidstraße nach einer drastischen Mieterhöhung aufgeben musste. Zwar bot die Bezirksversammlung Hamburg-Mitte kurzfristig eine Summe von 20.000 Euro auf, um die Mehrkosten aufzufangen. Da der Verein den Mietvertrag jedoch bereits vorsorglich gekündigt hatte, mussten neue Räumlichkeiten gefunden werden. Zudem hatte der Verein inzwischen rund 67.000 € Schulden erwirtschaftet.
Im Sommer 2020 zog das Museum von der Davidstraße in die Straße Nobistor. Vermutlich auch aufgrund der Corona-Auflagen sank jedoch die Besucherzahl und das Museum musste zum 31. Oktober 2020 schließen. Nach der Insolvenz des bisherigen Trägervereins sollte mit finanzieller Unterstützung des Rockmusikers Udo Lindenberg und anderer Prominenter eine Günter-Zint-Stiftung gegründet werden, die ab Mitte 2021 das Museum weiter betreiben sollte. Von November 2021 bis zum 13. März 2022 wurden rund 80 bis 100 Objekte des Museums in einer Außenstelle untergebracht: Der Schwedenspeicher im Museum Stade hatte für die Sammlung eine Etage bereitgestellt.